# RationalWiki
RationalWiki é um site em formato wiki que tem como objetivos declarados analisar e refutar a pseudociência e os movimentos de anticiência, teorias da conspiração, fundamentalismo e autoritarismo, além de analisar outros tópicos sob uma perspectiva cética. O viés da RationalWiki e de seus colaboradores é intencional. O site foi criado em 2007, em resposta a outro site em formato wiki, o Conservapedia, de onde alguns de seus contribuidores foram banidos.

## História
Em Abril de 2007, Peter Lipson, um doutor em clínica médica (medicina interna), foi banido da Conservapedia, após inúmeras tentativas de editar um artigo sobre câncer de mama onde era alegado existir uma ligação entre o aborto e a doença.  Após o afastamento, Peter Lipson e outros editores desistiram de moderar os artigos na Conservapedia e fundaram a RationalWiki.org, em resposta ao que acreditavam ser anticiência por parte do site.

## Ligações Externas
- Website oficial
- https://rationalwiki.org/wiki/Category:Portugu%C3%AAs